# Отрарски район
Отрарски район (на казахски: Отырар ауданы) е съставна част на Туркестанска област, Казахстан.
Има обща площ 18 070 км2 и население 54 115 души (по приблизителна оценка към 1 януари 2020 г.). Административен център е село Шаулдер.